# Tokat kebap
El Tokat kebap o Tokat kebabı és un plat de carn de xai amb albergínies i patates de la cuina turca. Tradicionalment fet a la ciutat i província de Tokat, així com als pobles veïns, aquest plat de mica en mica s'està donant a conèixer a les grans ciutats de Turquia. El plat ha estat qualificat com un dels millors de la gastronomia turca per un llibre sobre Turquia.

## Elaboració i presentació
Els trossos de carn, alguns amb os, prèviament marinats, es claven en una broqueta juntament amb llargs talls d'albergínies ja salades i fines rodanxes de patates. Les broquetes es cuinen en un forn negre, i no damunt la graella. Dins del forn hi ha un aparell de ferro per a col·locar les broquetes al damunt, on es dauren amb la calor de la llenya del forn, i no directament sobre les brases. També s'enforna alls sencers.
Tokat kebap se serveix al plat amb un llit de tomàquets i un pide especial, de vegades banyats amb el brou de la carn recol·lectat en una safata dins del forn, i sota les broquetes.